# Trattinnickia ferruginea
Trattinnickia ferruginea är en tvåhjärtbladig växtart som beskrevs av João Geraldo Kuhlmann. Trattinnickia ferruginea ingår i släktet Trattinnickia och familjen Burseraceae. Inga underarter finns listade i Catalogue of Life.